# Остальцы (Тернопольская область)
Остальцы (укр. Остальці) — село в Теребовлянской городской общине Тернопольского района Тернопольской области Украины.
До 2020 года входило в Теребовлянский район.
Население по переписи 2001 года составляло 428 человек. Почтовый индекс — 48131. Телефонный код — 3551.